# Якобень (Харгіта)
Якобень, Якобені (рум. Iacobeni) — село у повіті Харгіта в Румунії. Входить до складу комуни Плеєшій-де-Жос.
Село розташоване на відстані 196 км на північ від Бухареста, 29 км на південний схід від М'єркуря-Чука, 71 км на північний схід від Брашова.

## Населення
За даними перепису населення 2002 року у селі проживали 387 осіб.
Національний склад населення села:
| Національність | Кількість осіб | Відсоток |
| -------------- | -------------- | -------- |
| угорці         | 280            | 72,4%    |
| румуни         | 80             | 20,7%    |
| цигани         | 26             | 6,7%     |

Рідною мовою назвали:
| Мова      | Кількість осіб | Відсоток |
| --------- | -------------- | -------- |
| угорська  | 348            | 89,9%    |
| румунська | 38             | 9,8%     |